# Luca Marini

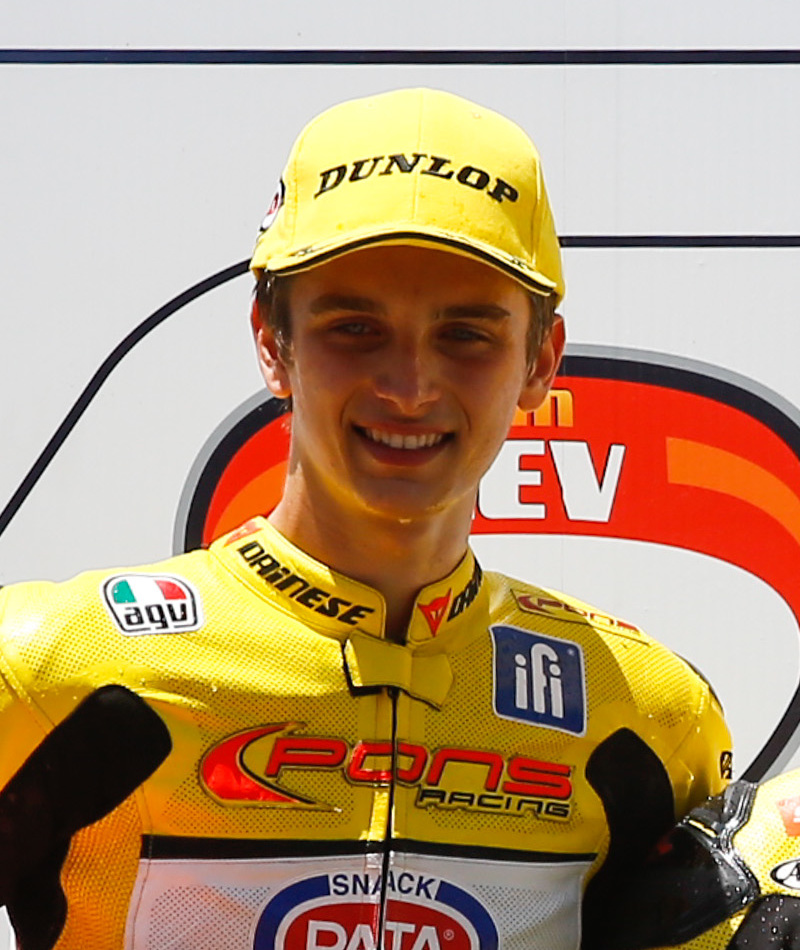
Luca Marini (2015)

Luca Marini (Urbino, 10 augustus 1997) is een Italiaans motorcoureur. Hij is de halfbroer van negenvoudig wereldkampioen wegrace Valentino Rossi.

## Carrière
Marini maakte zijn debuut in de motorsport tijdens het laatste raceweekend van het Europese mini-kampioenschap in Nederland en werd direct vijfde. Het jaar daarop werd hij kampioen in de enduranceklasse van het Telethon-kampioenschap. Tevens werd hij zesde in het Italiaanse Minimoto-kampioenschap. In 2008 stapte hij over naar de Honda Junior Trophy, waarin hij een aantal overwinningen boekte. In 2010 kwam hij uit in het Italiaanse mini-kampioenschap met een Honda-motor van het team Gresini Racing.
In 2011 reed Marini in de Italiaanse Mini GP 80-klasse, waarin hij alle acht de races won en zo kampioen werd. In 2012 nam hij deel aan het Italiaanse Moto3-kampioenschap, waarin hij op een Honda deelnam aan het raceweekend op het Circuit Mugello. In 2013 reed hij fulltime in dit kampioenschap. Daarnaast kreeg hij dat jaar een wildcard om op een FTR Honda deel te nemen aan de Grand Prix van San Marino in de Moto3-klasse van het wereldkampioenschap wegrace, maar hij kwam al in de eerste ronde ten val en kon de race niet uitrijden.
In 2014 maakte Marini de overstap naar het Spaanse Moto3-kampioenschap, waarin hij op een Kalex KTM uitkwam. Twee achtste plaatsen in de seizoensafsluiter op het Circuit Ricardo Tormo Valencia waren zijn beste klasseringen. Hij eindigde het seizoen als zestiende in het klassement met 32 punten. In 2015 maakte hij vanwege zijn lengte en de aanpassing aan motorfietsen in het kampioenschap de overstap naar het Spaanse Moto2-kampioenschap, waarin hij voor Pons Racing op een Kalex reed. Hij behaalde een podiumplaats op het Circuit de Barcelona-Catalunya en werd met 115 punten vijfde in de eindstand. Daarnaast kreeg hij een wildcard om dat jaar opnieuw deel te nemen aan de Grand Prix van San Marino, maar ditmaal in de Moto2-klasse op een Kalex van Pons. Hij eindigde de race op de 21e plaats op ruim een minuut achterstand van de winnaar.
In 2016 maakte Marini de fulltime overstap naar de Moto2-klasse van het wereldkampioenschap wegrace, waarin hij reed op een Kalex bij het team Forward Racing. Hij kende een wisselvallig debuutseizoen, waarin hij zes races niet wist te finishen, terwijl hij in de Grand Prix van Duitsland zijn beste klassering van het seizoen behaalde met een zesde plaats. Met 34 punten eindigde hij het seizoen op de 23e plaats in het kampioenschap.
In 2017 bleef Marini op een Kalex rijden voor Forward in de Moto2. In de eerste seizoenshelft verbeterden zijn resultaten en finishte hij regelmatig in de top 10, met een vierde plaats in de Grand Prix van Tsjechië als beste resultaat. In de tweede helft van het seizoen maakte hij echter weer veel crashes mee en in de laatste zes races van het seizoen reed hij niet meer in de punten. Desondanks verbeterde hij zichzelf naar de vijftiende plaats in het kampioenschap met 59 punten.
In 2018 kwam Marini opnieuw uit op een Kalex, maar stapte hij over naar het Sky Racing Team van zijn halfbroer Valentino Rossi. Hij eindigde opnieuw regelmatig in de top 10 en in de Grand Prix van Duitsland stond hij voor het eerst op het podium met een derde plaats. Bij de Grand Prix van Tsjechië behaalde hij voor het eerst de pole position, maar in de race werd hij nipt tweede achter Miguel Oliveira. Ook in Oostenrijk en Thailand behaalde hij het podium, voordat hij in de voorlaatste race van het seizoen in Maleisië zijn eerste overwinning behaalde in het wereldkampioenschap.

## Statistieken

### Grand Prix

#### Per seizoen
| Seizoen | Klasse | Motor     | Team                    | Races | Winst | Podiums | Poles | SR | Ptn  | Pos |
| ------- | ------ | --------- | ----------------------- | ----- | ----- | ------- | ----- | -- | ---- | --- |
| 2013    | Moto3  | FTR Honda | Twelve Racing           | 1     | 0     | 0       | 0     | 0  | 0    | NC  |
| 2015    | Moto2  | Kalex     | Pons Racing Junior Team | 1     | 0     | 0       | 0     | 0  | 0    | NC  |
| 2016    | Moto2  | Kalex     | Forward Racing Team     | 18    | 0     | 0       | 0     | 1  | 34   | 23e |
| 2017    | Moto2  | Kalex     | Forward Racing Team     | 16    | 0     | 0       | 0     | 0  | 59   | 15e |
| 2018    | Moto2  | Kalex     | Sky Racing Team VR46    | 18    | 1     | 5       | 2     | 1  | 147  | 7e  |
| 2019    | Moto2  | Kalex     | Sky Racing Team VR46    | 19    | 2     | 4       | 1     | 2  | 190  | 6e  |
| 2020    | Moto2  | Kalex     | Sky Racing Team VR46    | 15    | 3     | 6       | 2     | 1  | 196  | 2e  |
| 2021    | MotoGP | Ducati    | Sky VR46 Avintia        | 18    | 0     | 0       | 0     | 0  | 41   | 19e |
| 2022    | MotoGP | Ducati    | Mooney VR46 Racing Team | 20    | 0     | 0       | 0     | 1  | 120  | 12e |
| 2023    | MotoGP | Ducati    | Mooney VR46 Racing Team | 18    | 0     | 2       | 2     | 0  | 201  | 8e  |
| 2024    | MotoGP | Honda     | Repsol Honda Team       | 19    | 0     | 0       | 0     | 0  | 14   | 22e |
| 2025*   | MotoGP | Honda     | Honda HRC Castrol       | 10    | 0     | 0       | 0     | 0  | 55   | 15e |
| Totaal  | Totaal | Totaal    | Totaal                  | 173   | 6     | 17      | 7     | 6  | 1057 |     |

#### Per klasse
| Klasse | Seizoenen        | 1e GP            | 1e podium        | 1e winst         | Races | Winst | Podiums | Poles | SR | Ptn  | Kampioen |
| ------ | ---------------- | ---------------- | ---------------- | ---------------- | ----- | ----- | ------- | ----- | -- | ---- | -------- |
| Moto3  | 2013             | San Marino 2013  |                  |                  | 1     | 0     | 0       | 0     | 0  | 0    | 0        |
| Moto2  | 2015-2020        | San Marino 2015  | Duitsland 2018   | Maleisië 2018    | 87    | 6     | 15      | 5     | 5  | 626  | 0        |
| MotoGP | 2021-heden       | Qatar 2021       | Amerika's 2023   |                  | 85    | 0     | 2       | 2     | 1  | 408  | 0        |
| Totaal | 2013, 2015-heden | 2013, 2015-heden | 2013, 2015-heden | 2013, 2015-heden | 173   | 6     | 17      | 7     | 6  | 1057 | 0        |

#### Races per jaar
(vetgedrukt betekent pole positie; cursief betekent snelste ronde; 1–9 betekent positie in de sprintrace)
| Jaar | Klasse | Motor     | 1       | 2      | 3       | 4       | 5        | 6       | 7       | 8       | 9       | 10     | 11      | 12      | 13      | 14      | 15       | 16     | 17      | 18      | 19      | 20     | 21  | 22  | Pos | Ptn |
| ---- | ------ | --------- | ------- | ------ | ------- | ------- | -------- | ------- | ------- | ------- | ------- | ------ | ------- | ------- | ------- | ------- | -------- | ------ | ------- | ------- | ------- | ------ | --- | --- | --- | --- |
| 2013 | Moto3  | FTR Honda | QAT     | AME    | SPA     | FRA     | ITA      | CAT     | NED     | DUI     | INP     | TSJ    | GBR     | SMR DNF | ARA     | MAL     | AUS      | JPN    | VAL     |         |         |        |     |     | NC  | 0   |
| 2015 | Moto2  | Kalex     | QAT     | AME    | ARG     | SPA     | FRA      | ITA     | CAT     | NED     | DUI     | INP    | TSJ     | GBR     | SMR 21  | ARA     | JPN      | AUS    | MAL     | VAL     |         |        |     |     | NC  | 0   |
| 2016 | Moto2  | Kalex     | QAT 10  | ARG 18 | AME DNF | SPA 16  | FRA 12   | ITA DNF | CAT DNF | NED DNF | DUI 6   | OOS 17 | TSJ DNF | GBR DNF | SMR 13  | ARA 25  | JPN 12   | AUS 16 | MAL 9   | VAL 22  |         |        |     |     | 23  | 34  |
| 2017 | Moto2  | Kalex     | QAT 6   | ARG 12 | AME 10  | SPA 5   | FRA DNF  | ITA 6   | CAT DNS | NED DNF | DUI DNS | TSJ 4  | OOS DNF | GBR 11  | SMR DNF | ARA DNF | JPN DNF  | AUS 23 | MAL DNF | VAL 23  |         |        |     |     | 15  | 59  |
| 2018 | Moto2  | Kalex     | QAT 9   | ARG 16 | AME 13  | SPA DNF | FRA DNF  | ITA 7   | CAT 17  | NED 8   | DUI 3   | TSJ 2  | OOS 3   | GBR C   | SMR DNF | ARA 11  | THA 2    | JPN 9  | AUS 5   | MAL 1   | VAL DNF |        |     |     | 7   | 147 |
| 2019 | Moto2  | Kalex     | QAT 8   | ARG 7  | AME 6   | SPA 8   | FRA 13   | ITA 2   | CAT 6   | NED 3   | DUI 10  | TSJ 5  | OOS DNF | GBR 9   | SMR 11  | ARA 4   | THA 1    | JPN 1  | AUS DNF | MAL 10  | VAL 8   |        |     |     | 6   | 190 |
| 2020 | Moto2  | Kalex     | QAT DNF | SPA 1  | AND 2   | TSJ 4   | OOS 2    | STI 7   | SMR 1   | EMI 4   | CAT 1   | FRA 17 | ARA DNF | TER 11  | EUR 6   | VAL 5   | POR 2    |        |         |         |         |        |     |     | 2   | 196 |
| 2021 | MotoGP | Ducati    | QAT 16  | DOH 18 | POR 12  | SPA 15  | FRA 12   | ITA 17  | CAT 12  | DUI 15  | NED 18  | STI 14 | OOS 5   | GBR 15  | ARA 20  | SMR 19  | AME 14   | EMI 9  | ALG 12  | VAL 17  |         |        |     |     | 19  | 41  |
| 2022 | MotoGP | Ducati    | QAT 13  | INA 14 | ARG 11  | AME 17  | POR 12   | SPA 16  | FRA 9   | ITA 6   | CAT 6   | DUI 5  | NED 17  | GBR 12  | OOS 4   | SMR 4   | ARA 7    | JPN 6  | THA 23  | AUS 6   | MAL DNF | VAL 7  |     |     | 12  | 120 |
| 2023 | MotoGP | Ducati    | POR DNF | ARG 83 | AME 27  | SPA 6   | FRA DNF4 | ITA 45  | DUI 54  | NED 7   | GBR 7   | OOS 4  | CAT 11  | SMR 97  | IND DNS | JPN     | INA DNF2 | AUS 12 | THA 73  | MAL 109 | QAT 3   | VAL 9  |     |     | 8   | 201 |
| 2024 | MotoGP | Honda     | QAT 20  | POR 17 | AME 16  | SPA 17  | FRA 16   | CAT 17  | ITA 20  | NED 17  | DUI 15  | GBR 17 | OOS DNF | ARA 17  | SMR DNS | EMI 12  | INA DNF  | JPN 14 | AUS 14  | THA 12  | MAL 15  | SOL 16 |     |     | 22  | 14  |
| 2025 | MotoGP | Honda     | THA 12  | ARG 10 | AME 8   | QAT 10  | SPA 10   | FRA 11  | GBR 15  | ARA     | ITA     | NED    | DUI 6   | TSJ 12  | OOS 13  | HON     | CAT      | SMR    | JPN     | INA     | AUS     | MAL    | POR | VAL | 15* | 55* |

* Seizoen nog bezig.